# Antonio Toll y Bernadet
Juan Antonio Toll y Bernadet (n. San Andrés de Llavaneras, Cataluña, España, 26 de febrero de 1790 - Buenos Aires, Argentina, 5 de julio de 1864) fue un marino de origen español que se incorporó a la Armada Argentina y participó en la Guerra de independencia argentina, en la Guerra del Brasil y en la Guerra Grande.
Formó parte del apostadero naval de Montevideo hasta el año 1811, en que pasó a Buenos Aires. Dos años más tarde se unió a la escuadra del almirante Guillermo Brown para el segundo sitio de Montevideo; provocó la sublevación del bergantín español Mercurio, que se pasó a las filas patriotas, y fue puesto al mando del mismo. Combatió en el combate naval del Buceo.
Al mando de un pequeño bergantín hizo una campaña de corso contra los buques realistas que encontrara en el Atlántico Sur y en el Océano Índico. Al mando del bergantín Palomo (a) Primero en el año 1814, llevó a cabo un crucero zarpando de Buenos Aires hasta Calcuta, en la India, siendo la primera nave argentina que se internaba en alta mar y enarbolaba el pabellón argentino en los mares del mundo. Dado que no encontró naves españolas, se dedicó a cargar mercancías para llevar a Buenos Aires. Con tan curioso negocio llegó a reunir una importante fortuna. Pasó los años siguientes dedicados a la navegación mercante.
Luchó a las órdenes de Brown en la guerra contra el Imperio del Brasil, siendo varias veces secretario personal del mismo. Participó en el Combate de los Pozos y en la Batalla de Juncal como miembro del estado mayor del comandante Brown, y más tarde al mando de una goleta en la batalla de Monte Santiago. Al año siguiente dirigió una breve campaña de corso contra el Brasil.
Tras la revolución de Juan Lavalle contra el gobernador Manuel Dorrego, fue capitán del puerto de Buenos Aires; durante su mandato, varios buques argentinos fueron secuestrados por los franceses. Fue uno de los enviados a entrevistarse con José de San Martín para ofrecerle la gobernación de Buenos Aires en nombre de Lavalle; tras su negativa, lo llevó a Montevideo, desde donde se marcharía para siempre de su país.
Durante la Guerra Grande sirvió en la escuadra de la Confederación Argentina. Tras actuar como comandante de la escuadrilla en el río Uruguay, durante la Campaña naval de 1841 estuvo al mando del General Belgrano, nave insignia de la flota, hasta ser sustituido por Guillermo Bathurst. En el año 1844, debido a una enfermedad que aquejaba al Almirante Brown, Toll y Bernadet desempeñó el Comando de la Escuadra.
En 1849 pasó a actividades administrativas como edecán del gobernador Juan Manuel de Rosas; después de la Batalla de Caseros permaneció inactivo hasta el año 1857, en que fue nombrado jefe de una escuela teórico práctica en el Bergantín Rio Bamba. A sus órdenes se formaron varios de los capitanes de la época de la Guerra del Paraguay, y los que hicieron la Conquista del desierto de 1879. Se le reconoció el grado de coronel de marina.
Antonio Toll y Bernadet se casó en primeras nupcias con Rafaela Benlteol, y el 2 de enero de 1857, por segunda vez, con Natalia Cueli, hermana de su compañero de armas el capitán de fragata Desiderio Cueli.
Se retiró definitivamente en 1864, ya muy enfermo, y falleció en Buenos Aires en julio de ese año.